# Lorentzweiler
Lorentzweiler (luxemburgisch Luerenzweilerⓘ) ist eine Gemeinde im Großherzogtum Luxemburg und gehört zum Kanton Mersch.

## Zusammensetzung der Gemeinde
Die Gemeinde Lorentzweiler besteht aus den Ortschaften:
- Asselscheuer
- Blascheid
- Bofferdingen
- Helmdingen
- Hünsdorf
- Lorentzweiler

Aus Bofferdingen stammt der belgische Finanzminister Edouard d’Huart (1800–1884), im Amt 1834 bis 1839.
Lorenzweiler ist die einzige Gemeinde im Großherzogtum Luxemburg, die nach einem christlichen Heiligen, nämlich Laurentius von Rom, benannt ist.

## Politik
Die Gemeinde Lorentzweiler wird von der Bürgerliste „Är Leit“ regiert, welche im Gemeinderat durch eine absolute Mehrheit vertreten ist.
Zur Kommunalwahl im Juni 2023 kandidierten vier Listen, drei Parteilisten und eine Bürgerliste. Alle vier Listen schafften den Einzug in den Gemeinderat.
| Partei                                  | Sitze: 11 | Stimmenanteil | Stimmenanteil |
| --------------------------------------- | --------- | ------------- | --- |
| Är Leit                                 | 6         | 50,38 %       | Gemeinderatswahl Lorentzweiler 2023 %6050403020100 50,38 % (+1,71 %p)20,25 % (−3,90 %p)15,15 % (−1,18 %p)14,21 % (+3,36 %p) Är LeitCSVGréngDP20182023 |
| Chrëschtlech-Sozial Vollekspartei (CSV) | 2         | 20,25%        | Gemeinderatswahl Lorentzweiler 2023 %6050403020100 50,38 % (+1,71 %p)20,25 % (−3,90 %p)15,15 % (−1,18 %p)14,21 % (+3,36 %p) Är LeitCSVGréngDP20182023 |
| Déi Gréng                               | 2         | 15,15%        | Gemeinderatswahl Lorentzweiler 2023 %6050403020100 50,38 % (+1,71 %p)20,25 % (−3,90 %p)15,15 % (−1,18 %p)14,21 % (+3,36 %p) Är LeitCSVGréngDP20182023 |
| Demokratesch Partei (DP)                | 1         | 14,21%        | Gemeinderatswahl Lorentzweiler 2023 %6050403020100 50,38 % (+1,71 %p)20,25 % (−3,90 %p)15,15 % (−1,18 %p)14,21 % (+3,36 %p) Är LeitCSVGréngDP20182023 |

## Geschichte
Schon in den Jahren 867 und 868 besaß das Kloster Echternach hier eine Kirche, die ecclesia sancti Laurentii in Wilre, das die Historiker der Urkundensammlung Regnum Francorum online mit Lorentzweiler gleichsetzen (RFO Echternacher Urkunden Nr. 150). Über die weitere geschichtliche Entwicklung ist bisher wenig bekannt.

## Bauwerke
- 91 Meter hoher Fernmeldeturm (Stahlrohrkonstruktion, Sender für Radio DNR) nördlich von Blaschette